# Laurentiana squamulipes
Laurentiana squamulipes är en skalbaggsart som beskrevs av Ruter 1952. Laurentiana squamulipes ingår i släktet Laurentiana och familjen Cetoniidae. Inga underarter finns listade i Catalogue of Life.